# Frédéric Elionor Dubois (d'Amiens)
Frédéric Dubois Elionor, vulgarmente conhecido por Frédéric Dubois de Amiens (Amiens, França,  30 de dezembro de 1797  - Paris, França,  10 de janeiro de 1873) foi um médico e historiador , foi eleito membro da Academia Nacional de Medicina da França.

## Vida
Dubois de Amiens nasceu em Amiens no dia 30 de dezembro do ano 1797.
no ano de 1836 torna-se membro da Academia Nacional de Medicina da França da qual se tornou seu secretário permanente entre 1847 e 1873.
No ano de 1833 por sua autoria se desenrrola um livro com observações sobre "história filosófica da hipocondria e histeria", trabalho extremamente difundido pela Royal Society of Medicine, em Bordeaux, distinguindo as duas doenças.
Dubois de Amiens foi ainda um dos detratores do mesmerismo atuando contra Franz Anton Mesmer em seu período de espanção na França.

## Obras e publicações
- Essai sur la topographie médicale de Saint-Pétersbourg. Paris, 1828; in-4°, p. 32.
- Choléra morbus. Examen des conclusions du rapport de M. Double sur le choléra morbus (adoptées par l'Académie royale de médecine dans sa séance du 6 août 1831), Baillière (Paris), 1831, in-8°, 40 p.disponível em Gallica.
- Du vomissement sous le rapport séméiologique dans les diverses maladies, Paris, 1832; in-8°, 30 p.
- Histoire philosophique de l'hypocondrie et de l'hystérie, Deville Cavellin (Paris), 1833, in-8°, disponível em Gallica e a edição de 1837 ambas da editora Baillière (Paris), Texto integral em francês.
- Examen historique et raisonné des expériences prétendues magnétiques faites par la commission de l'Académie royale de médecine : pour servir à l'histoire de la philosophie médicale au sécle XIX Deville-Cavellin (Paris), 1833, 119 p., in-8, disponível em Gallica.
- «Traité de pathologie générale ;». Europeana. Consultado em 9 de fevereiro de 2014.
- Traité des études médicales et de la manière d'étudier et d'enseigner la médecine. 1 vol. in-8, Paris, 1838.
- Leçons de pathologie générale, [profissões à escola auxiliar e progressiva de medicina], Anos escolares 1838 e 1839.  "Dictionnaire des études médicales pratiques" (Paris), 1839, Contribuições de: Belin, Auguste. Editor científico, in-8°, 64 p., disponível em Gallica.
- Préleçons de pathologie expérimentale, 1 vol. in-8°, Paris 1841.
- Fragments de philosophie médicale. Examen des doctrines de Cabanis, Gall et Broussais, H. Cousin (Paris), 1842, disponível em Gallica.
- Philosophie médicale. Examen des doctrines de Cabanis et de Gall, G. Baillière (Paris), 1845, In-8°, 366 p., disponível em Gallica.
- Examen des doctrines de Cabanis, Gall et Broussais. 1 vol. in-8°, Paris, 1846.
- « Discours sur Orfila », in: Bulletin de l'Académie nationale de médecine, Académie nationale de médecine (France), J.-B. Baillière (Paris), 1852, t.18, p. 509-512, disponível em Gallica.
- Éloge de M. Magendie, Paris, impr. L. Martinet, 1855, Texto integral em francês.
- Richerand, [Éloges lus à l'Académie de Médecine], Didier (Paris), 1864, Texto integral em francês.
- «Eloges lus dans les séances publiques de l'Académie de médecine, 1845-1863 : ; tableau du mouvement de la science et des progrès de l'art, examen et appréciation des doctrines, études de moeurs, portraits.;». Europeana. Consultado em 9 de fevereiro de 2014,  Didier (Paris), 1864,Texto integral em francês em PDF.
- Discours prononcé sur la tombe de M. Malgaigne, in: Bulletin de l'Académie nationale de médecine, Académie nationale de médecine (France), J.-B. Baillière (Paris), 1865, t.34, p. 121-127, disponível em Gallica.
- Recherches historiques sur la vie privée de l'Empereur Auguste, sur ses maladies, ses infirmités et son genre de mort , J-B Baillière (Paris), 1869, Texto integral em francês.
- « Folie (loucura) », no: Dictionnaire des sciences philosophiques par une société de professeurs et de savants, [sob a direção de M. Ad. Franck], deuxième édition., Librairie Hachette et Cie (Paris), 1875, 1 vol. XII, 1820 p., p. 548-552, Texto integral.